# Secrétariat d'État au Logement et aux Actions urbaines
Le secrétariat d'État au Logement et aux Programmes urbains d'Espagne (en espagnol : Secretaría de Estado de Vivienda y Agenda Urbana) est le secrétariat d'État chargé de l'accès au logement, des terrains et de l'architecture entre 2010 et 2011 et depuis 2023.
Il relève du ministère du Logement et des Programmes urbains.

## Missions

### Fonctions
Le secrétariat d'État au Logement et aux Programmes urbains est l'organe supérieur du ministère du Logement et des Programmes urbains auquel il revient de définir, proposer et mettre en œuvre la politique gouvernementale en matière d'accès au logement, de foncier et d'architecture, d'innovation, qualité et durabilité des constructions, et des politiques de développement urbain durable dans le respect de l'Agenda 2030 et des Programmes urbains internationaux.

### Organisation
Le secrétariat d'État s'organise de la manière suivante : 
- Secrétariat d'État au Logement et aux Programmes urbains (Secretaría de Estado de Vivienda y Agenda Urbana) ; 
  - Secrétariat général des Programmes urbains, du Logement et de l'Architecture (Secretaría General de Agenda Urbana, Vivienda y Arquitectura) ; 
    - Direction générale des Programmes urbains et de l’Architecture ;
      - Sous-direction générale des Politiques urbaines ;
      - Sous-direction générale de l'Architecture et de la Construction ;
      - Division de l'Innovation et de la Durabilité dans les constructions ;

    - Direction générale du Logement et du Foncier ;
      - Sous-direction générale de la Politique et des Aides au logement ;
      - Sous-direction générale du Foncier ;

    - Direction générale de la Planification et de l'Évaluation ;
      - Sous-direction générale de la Planification et de l'Évaluation ;

  - Entité publique entrepreneuriale du Foncier (SEPES).

## Titulaires
| Titulaire                                                          | Titulaire        | Début      | Fin         | Parti | Ministre         |
| ------------------------------------------------------------------ | ---------------- | ---------- | ----------- | ----- | ---------------- |
|                                                                    | Beatriz Corredor | 23/10/2010 | 24/12/2011  | PSOE  | José Blanco      |
|                                                                    |                  |            |             |       |                  |
|                                                                    | David Lucas      | 29/11/2023 | En fonction | PSOE  | Isabel Rodríguez |
| Titres successifs : - Depuis 2023 : Logement et Programmes urbains |                  |            |             |       |                  |